# Бонван-Веллорей
Бонва́н-Веллоре́й (фр. Bonnevent-Velloreille) — коммуна во Франции, находится в регионе Франш-Конте. Департамент — Верхняя Сона. Входит в состав кантона Жи. Округ коммуны — Везуль.
Код INSEE коммуны — 70076.

## География

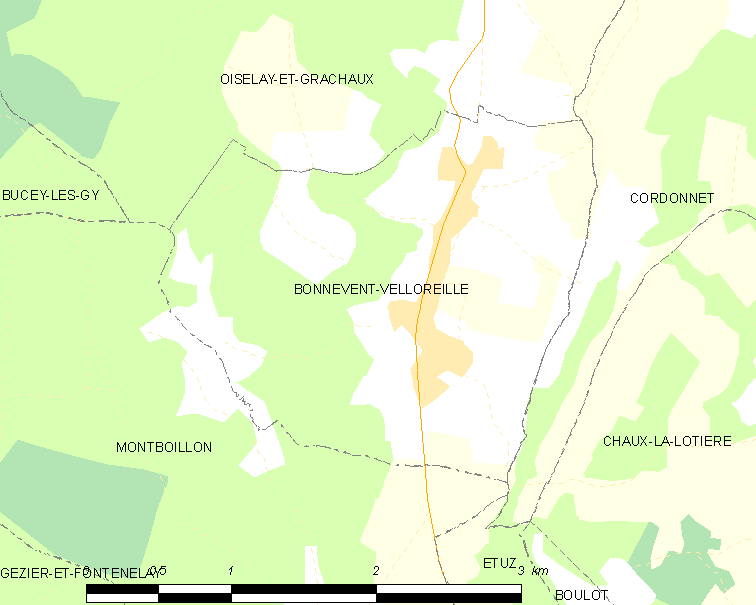
Карта коммуны

Коммуна расположена приблизительно в 320 км к юго-востоку от Парижа, в 18 км севернее Безансона, в 31 км к юго-западу от Везуля.

## Население
Население коммуны на 2010 год составляло 345 человек.
| 1962 | 1968 | 1975 | 1982 | 1990 | 1999 | 2010 |
| ---- | ---- | ---- | ---- | ---- | ---- | ---- |
| 186  | 173  | 177  | 201  | 250  | 287  | 345  |

## Администрация
| Период | Период | Фамилия          | Партия | Примечания |
| ------ | ------ | ---------------- | ------ | ---------- |
| 2001   | 2008   | Жерар Тубен      |        |            |
| 2008   | 2014   | Жозьян Кардиналь |        |            |

## Экономика
В 2010 году среди 213 человек трудоспособного возраста (15—64 лет) 162 были экономически активными, 51 — неактивными (показатель активности — 76,1 %, в 1999 году было 74,1 %). Из 162 активных жителей работали 152 человека (79 мужчин и 73 женщины), безработными было 10 (6 мужчин и 4 женщины). Среди 51 неактивных 19 человек были учениками или студентами, 21 — пенсионерами, 11 были неактивными по другим причинам.

## Достопримечательности
- Церковь Св. Троицы (XIX век). Исторический памятник с 2009 года[3]